# Verbascum armenum
Verbascum armenum är en flenörtsväxtart som beskrevs av Pierre Edmond Boissier och Ky.. Verbascum armenum ingår i släktet kungsljus, och familjen flenörtsväxter.

## Underarter
Arten delas in i följande underarter:
- V. a. occidentale
- V. a. tempskyanum